# Блерсвил (Пенсилванија)
Блерсвил (енгл. Blairsville) град је у америчкој савезној држави Пенсилванија.

## Демографија
По попису из 2010. године број становника је 3.412, што је 195 (-5,4%) становника мање него 2000. године.
| Група             | 2000.         | 2010.         |
| Белци             | 3.449 (95,6%) | 3.219 (94,3%) |
| Афроамериканци    | 108 (3,0%)    | 77 (2,3%)     |
| Азијати           | 21 (0,6%)     | 25 (0,7%)     |
| Хиспаноамериканци | 2 (0,1%)      | 40 (1,2%)     |
| Укупно            | 3.607         | 3.412         |